# Kostel svatého Petra (Belváros-Lipótváros)
Františkánský kostel sv. Petra z Alkantary je historickou památkou. Stojí poblíž františkánského kláštera v V. obvodu Budapešti.

## Historie
Tento kostel byl postaven v roce 1250, za vlády Bély IV., pravděpodobně i s klášterem. V roce 1526 Turci kostel částečně zničili a když se v roce 1541 turecká nadvláda stabilizovala, stala se z kostela mešita. Původně byl tento kostel gotický, barokním se stal až později.
Františkáni byli mezi lety 1950 a 1990 vyhnáni, ale dnes je klášter znovu centrem františkánů v Maďarsku.

## Fotogalerie

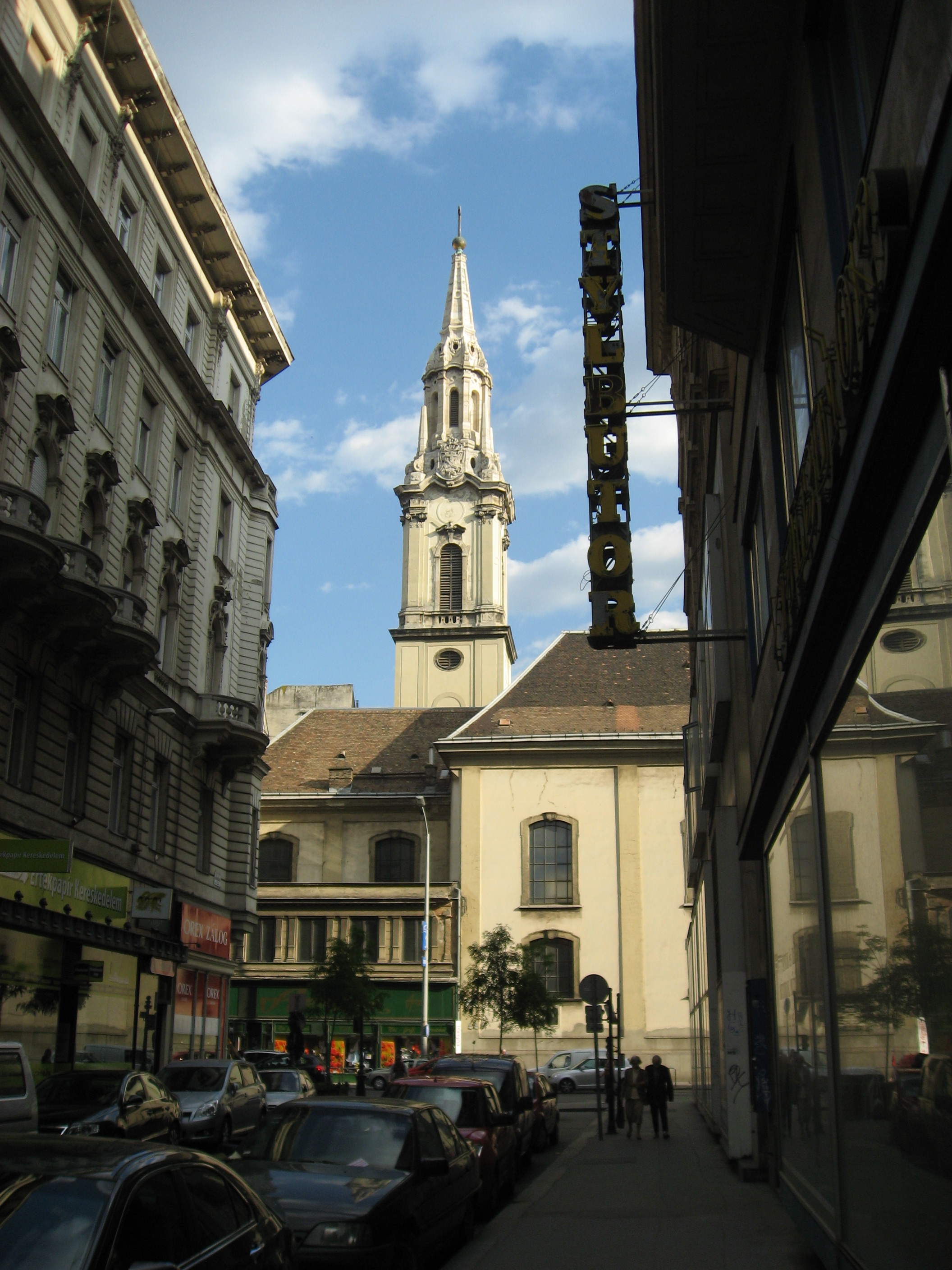
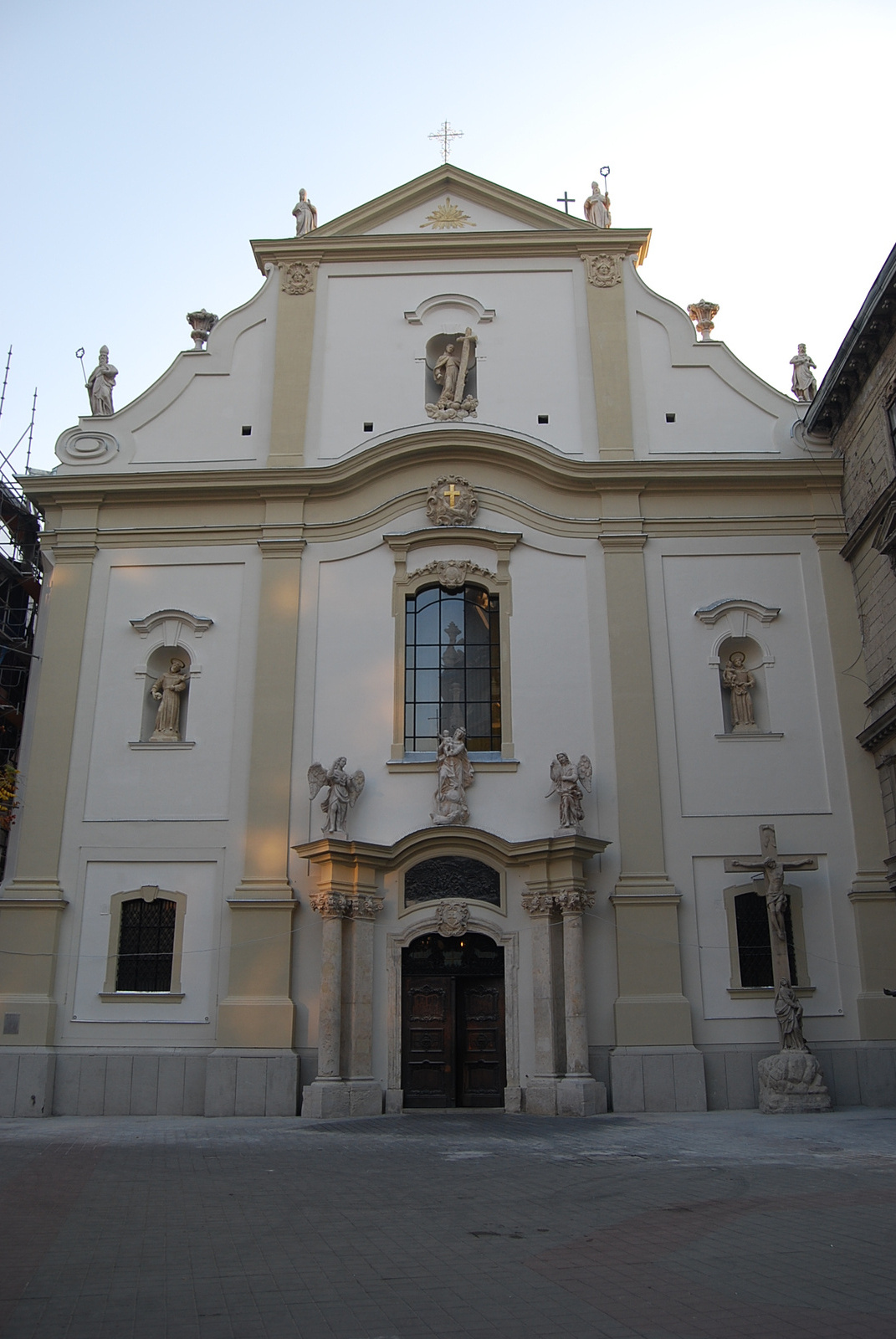
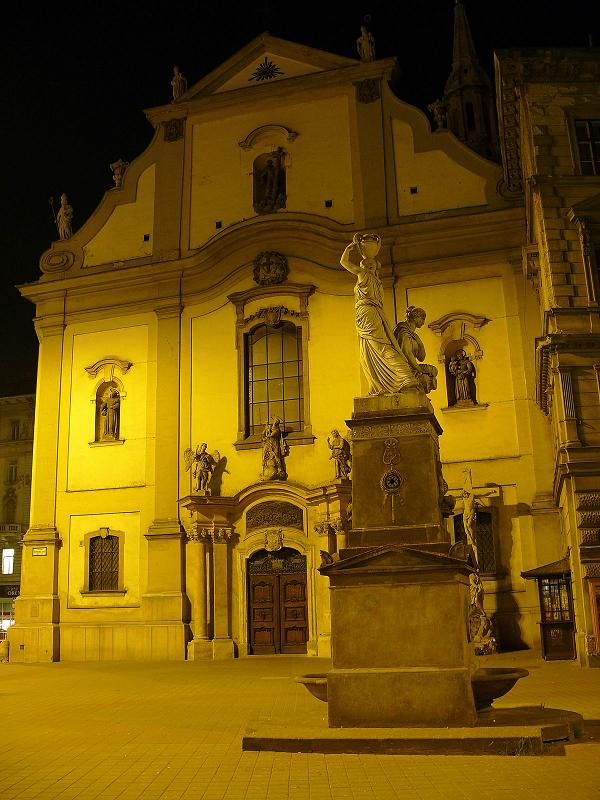
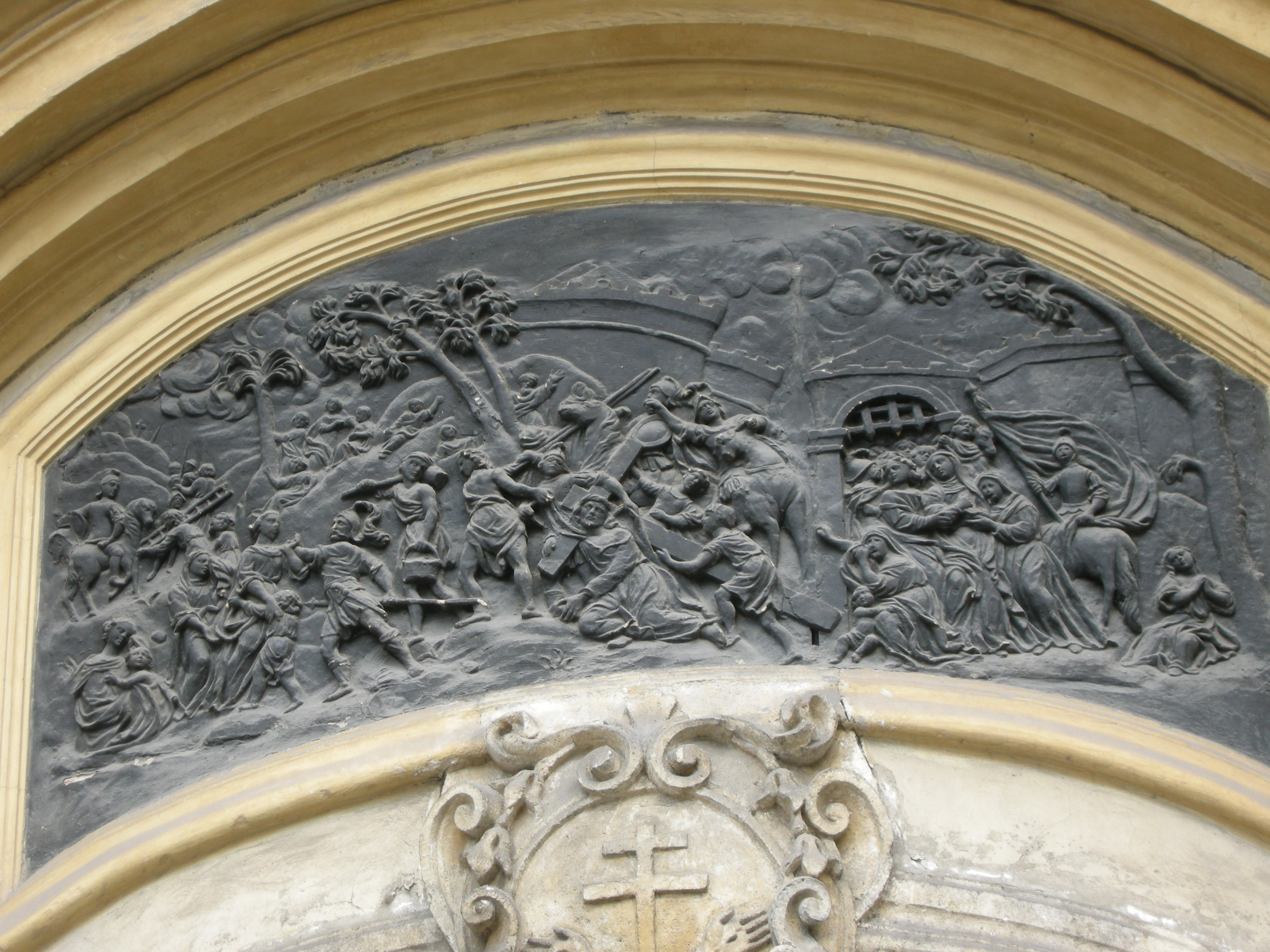
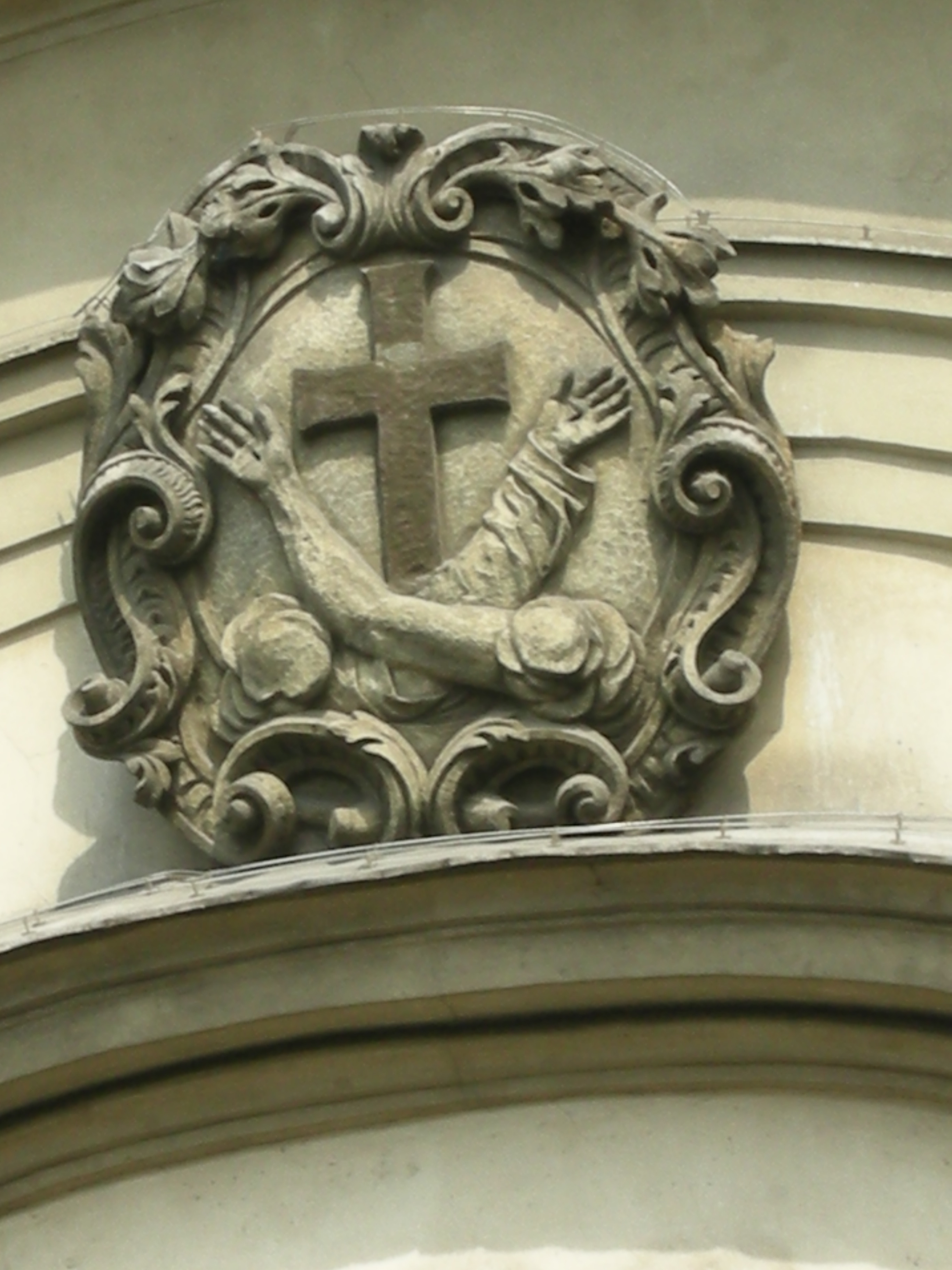
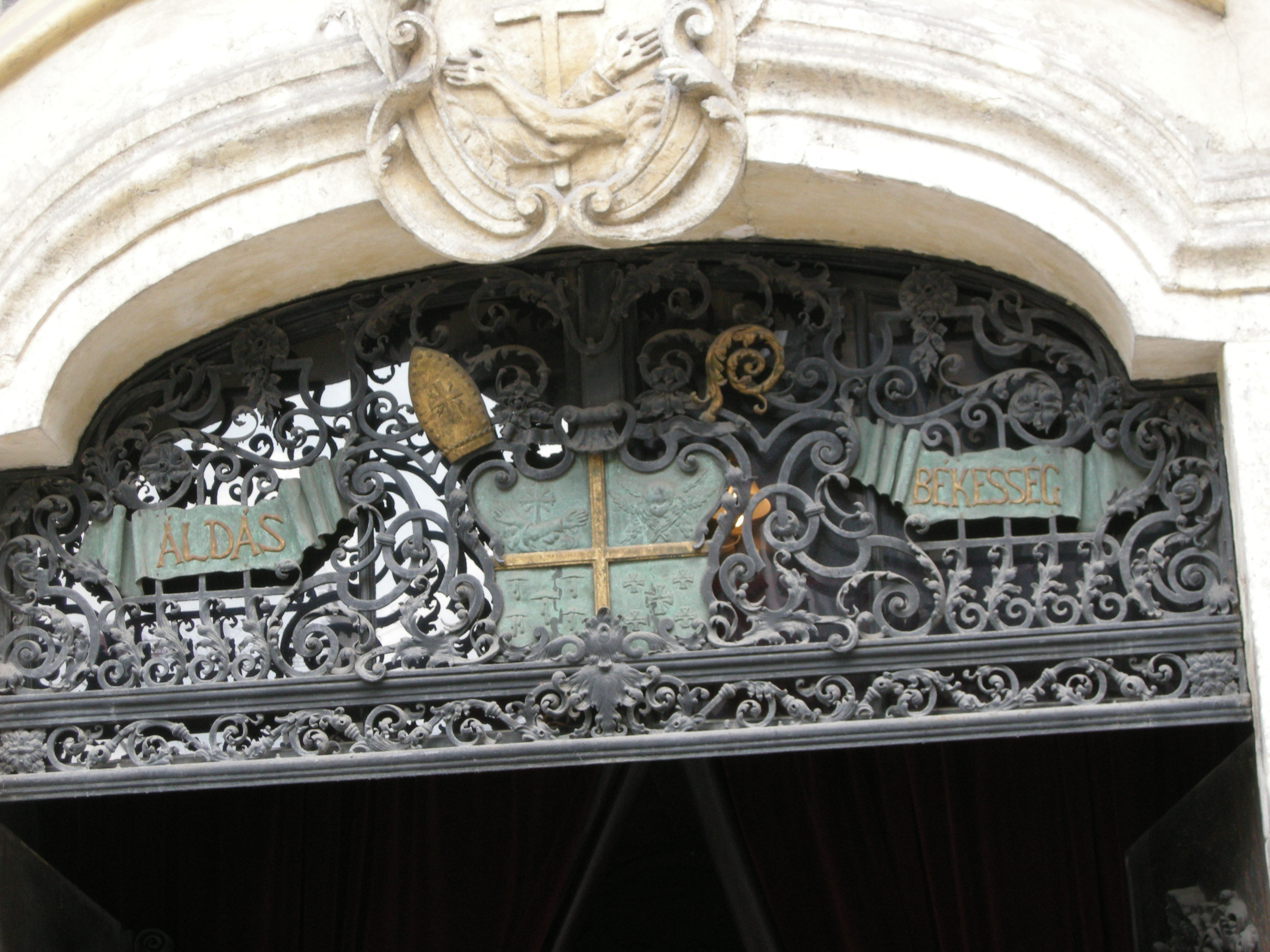
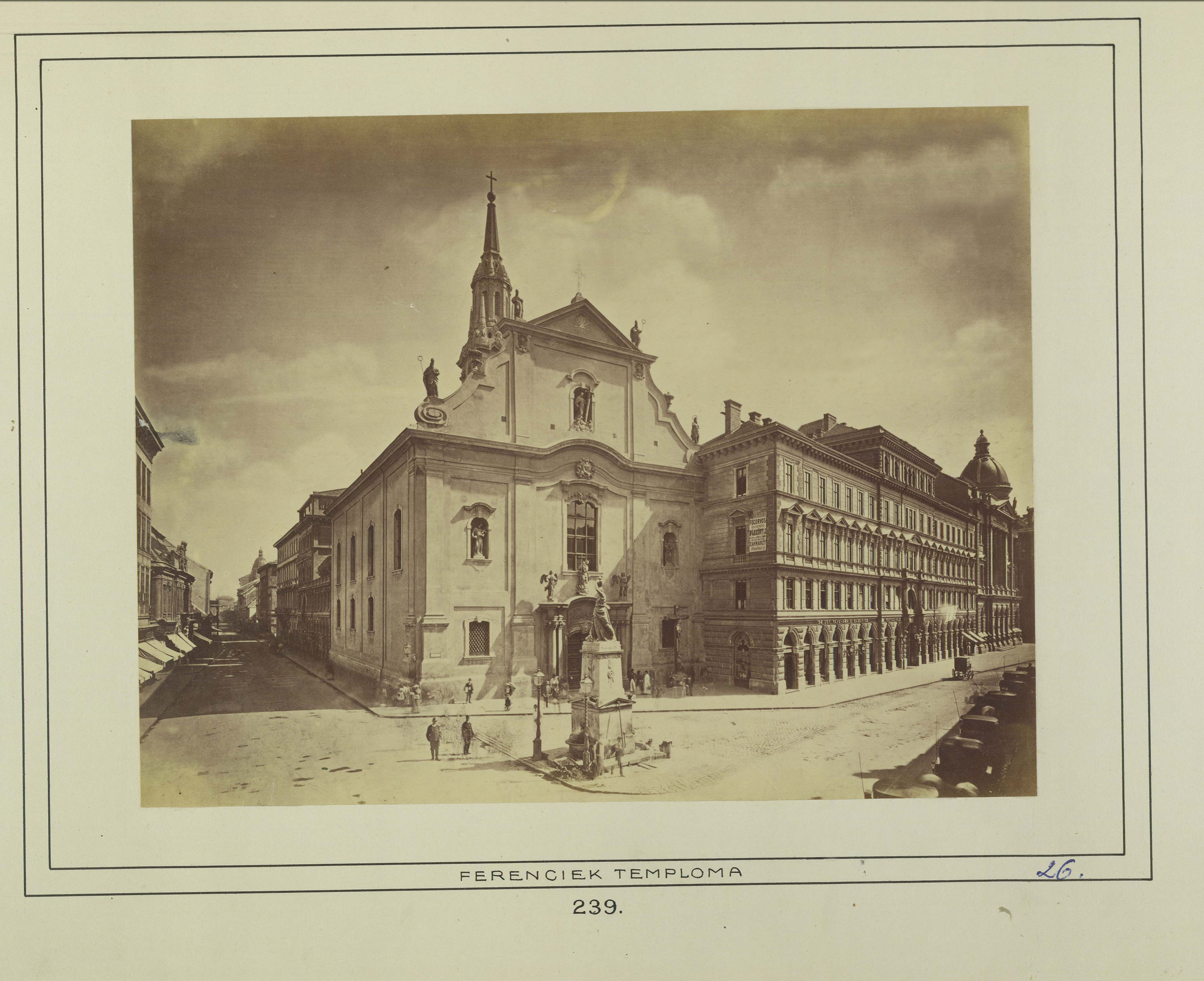
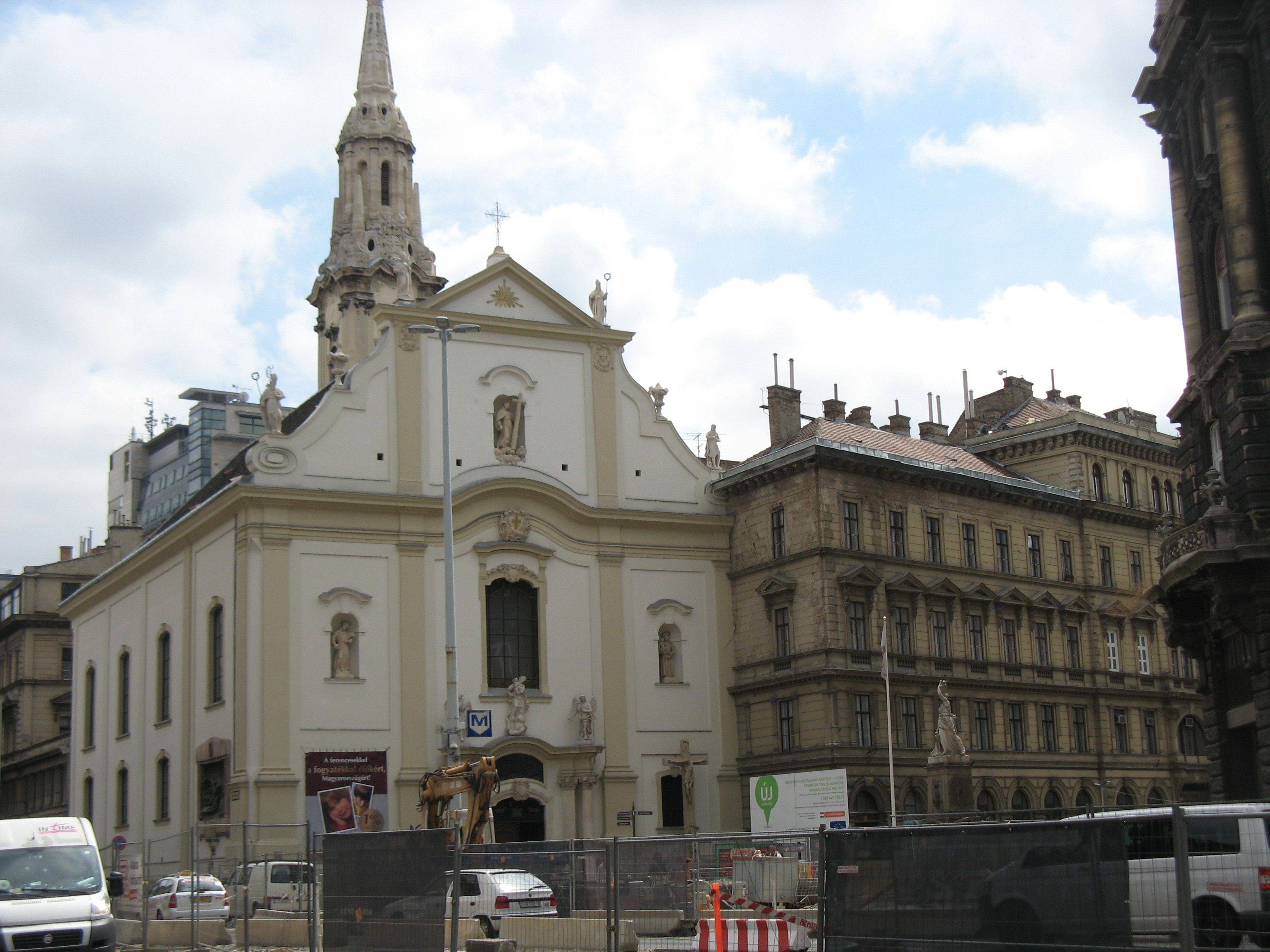
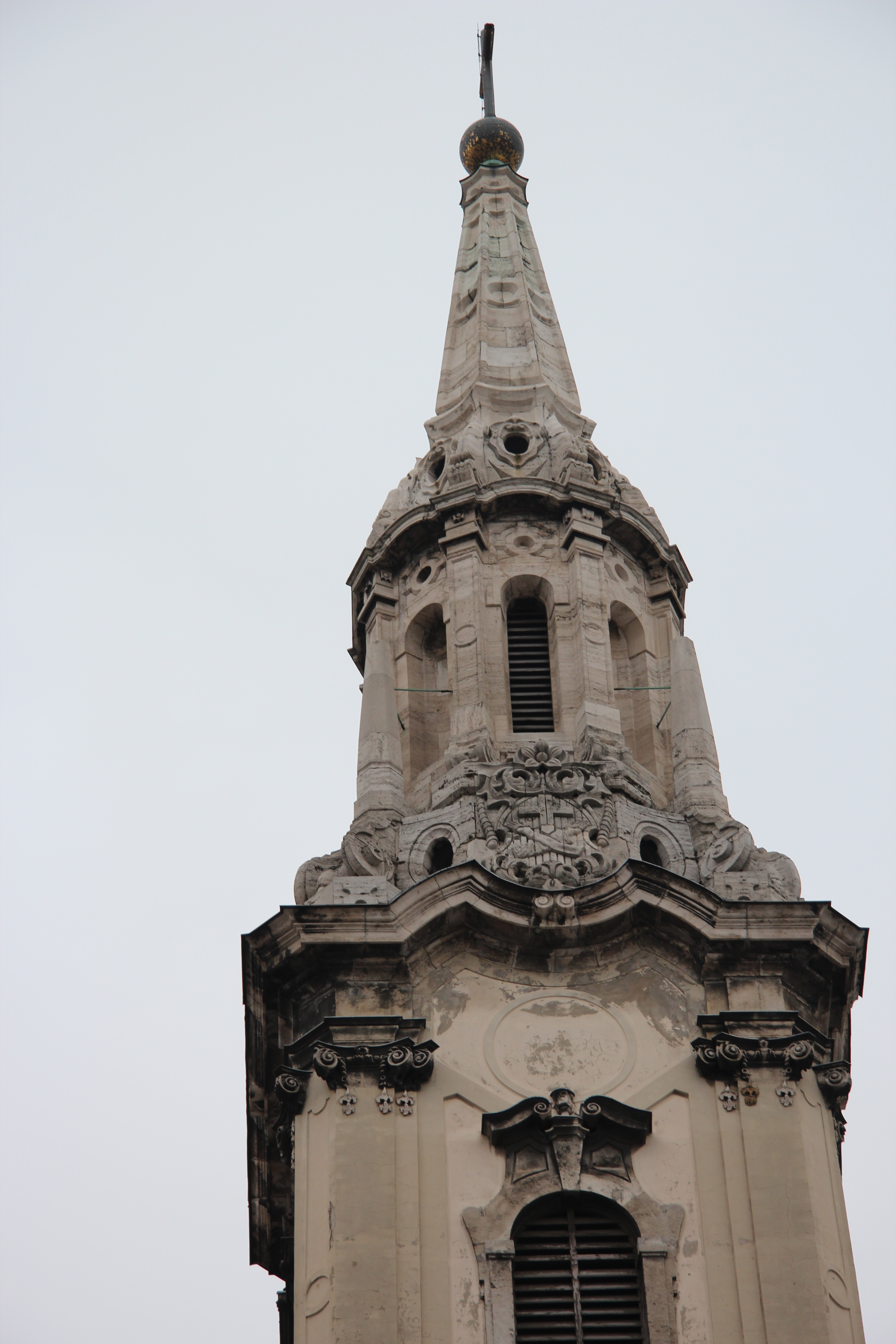